# Fiad
Fiad  (ungarisch Bánffytelep) ist ein Dorf im Kreis Bistrița-Năsăud in Rumänien. Es ist Teil der Gemeinde Telciu.

## Lage
Fiad liegt im Norden Siebenbürgens am Fluss Sălăuța. Durch den Ort verlaufen der Drum național 17C und hoch oben am Berghang die Bahnstrecke Salva–Vișeu de Jos. Die Kreishauptstadt Bistrița im Süden befindet sich in 52 km Entfernung. Nach Norden ist die Grenze zum Kreis Maramureș 17 km entfernt.

## Bevölkerung
In der Gemeinde leben ausschließlich Rumänen.

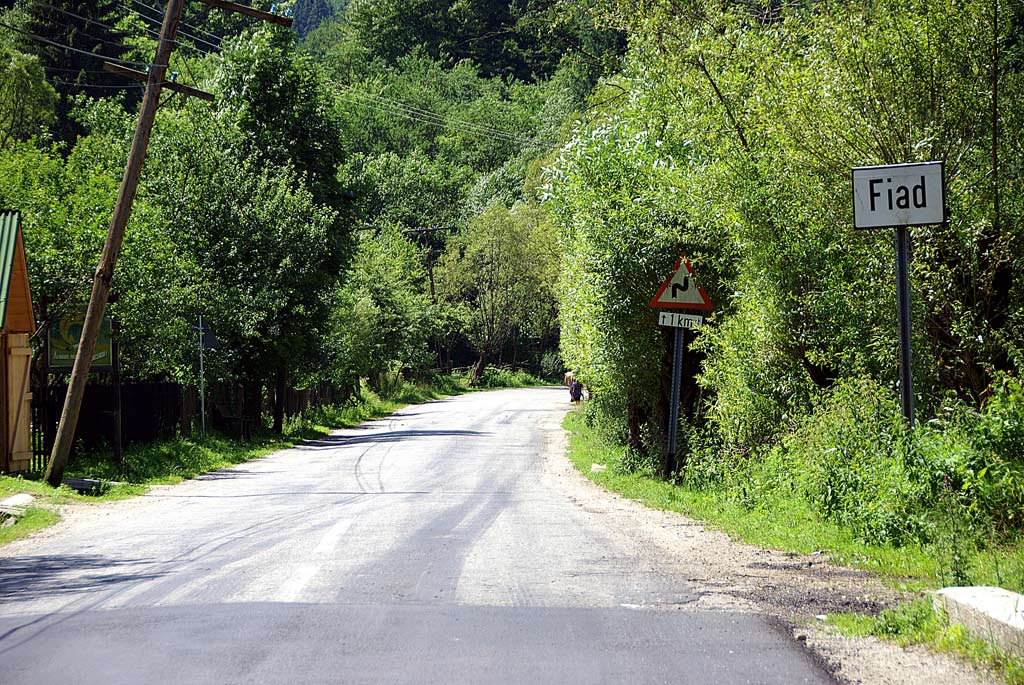
Ortseingang von Fiad an der Nationalstraße 17C
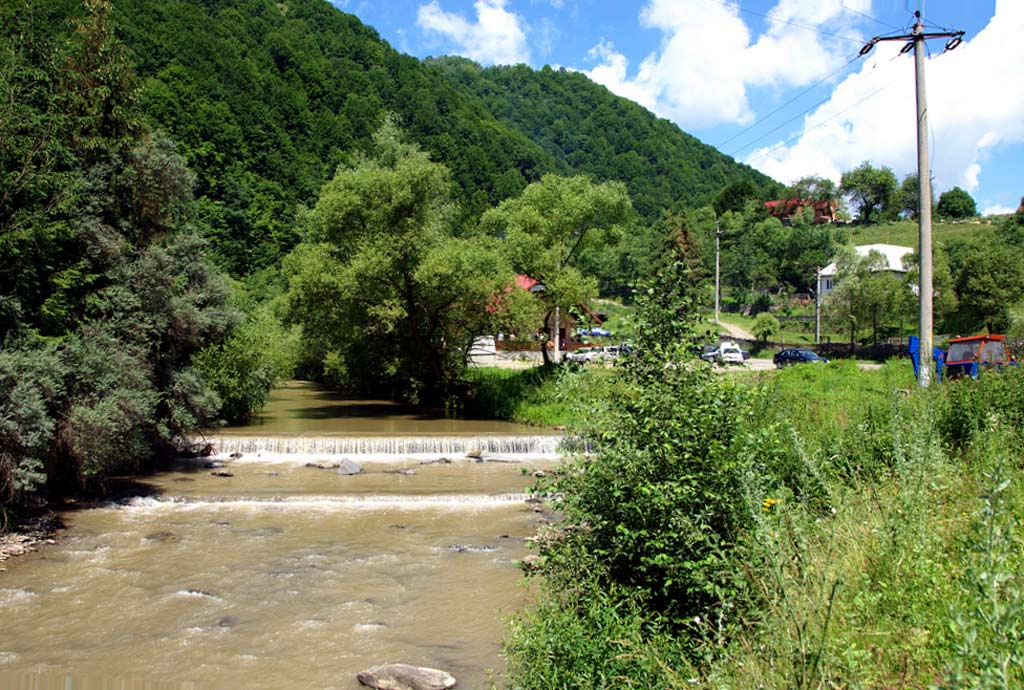
Fiad am Fluss Sălăuţa
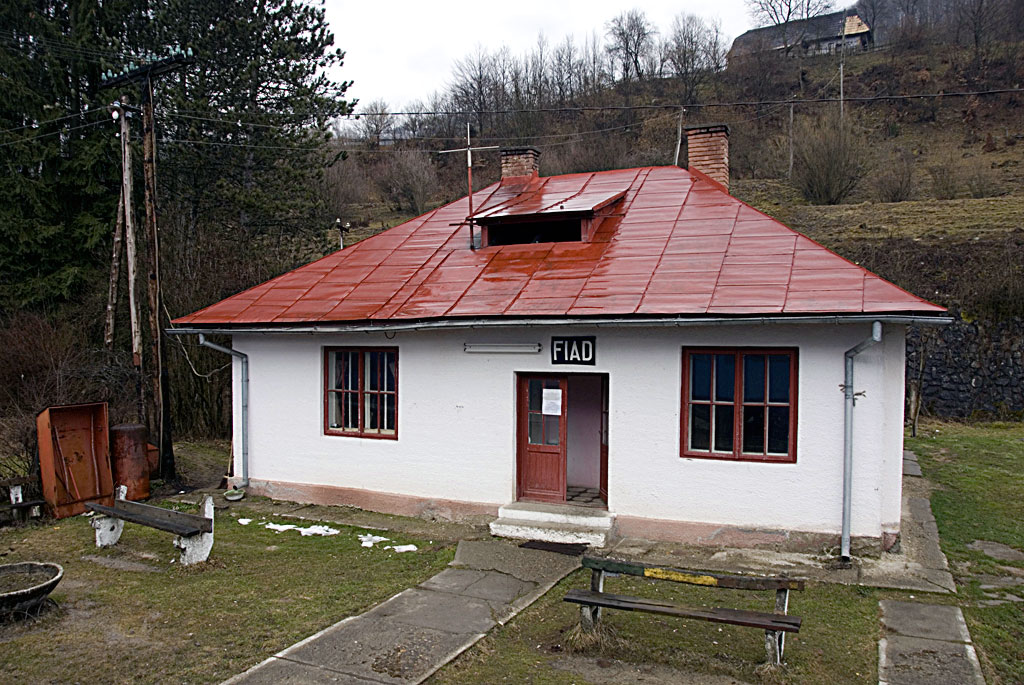
Der Bahnhof von Fiad an der Bahnstrecke Salva–Vișeu de Jos